# Linie Neumanna

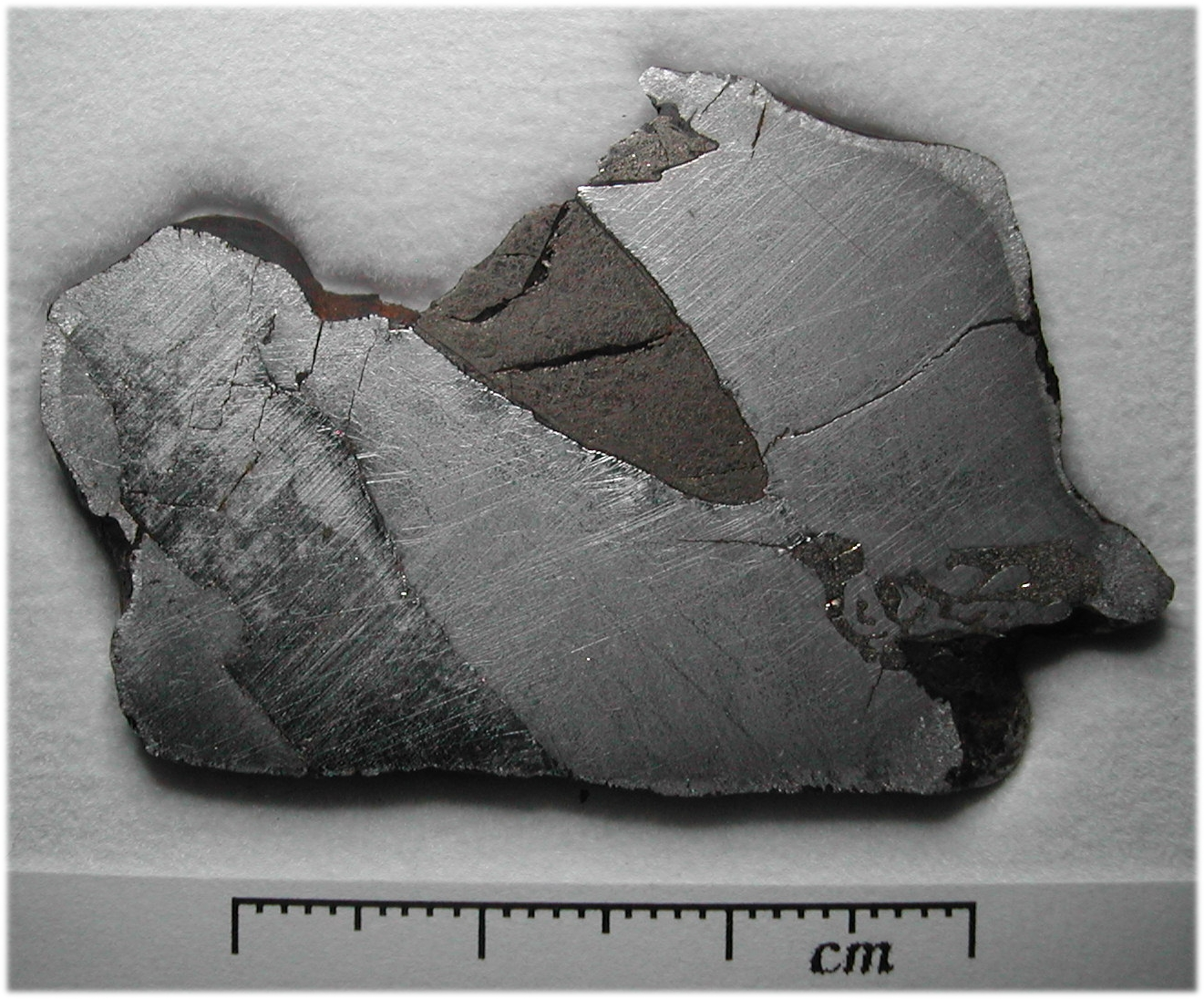
Przykład linii Neumanna

Linie Neumanna – sieć równoległych linii widocznych w strukturze meteorytu. Jest cechą meteorytów żelaznych zawierających kamacyt. Linie te powstają w kryształach kamacytu pod wpływem wysokiego ciśnienia (np. w czasie zderzeń planetoid). Nazwa linii pochodzi od Johanna G. Neumanna, który jako pierwszy zidentyfikował je w meteorycie Braunau w 1848 roku.